# Pikhtovka (oblast de Novossibirsk)
 (juillet 2023).
Pikhtovka (en russe : Пихтовка) est un village de Russie qui est située dans l'oblast de Novossibirsk.

## Géographie
Pikhtovka se trouve au bord de la Baksa au nord de l'oblast de Novossibirsk, à 120 km à vol d'oiseau de Novossibirsk.

## Histoire
La localité est connue depuis 1741. 

## Population
Recensements (*) et estimations de la population,,: 
|       | \| 2002* \| 2010* \| \| ----- \| ----- \| \| 977 \| 673 \| |
| 2002* | 2010*                                                      |
| 977   | 673                                                        |